# Anhinga africana

L'anhinga africana (Anhinga rufa) és una espècie d'ocell de la família dels anhíngids (Anhingidae) que habita els pantans, llacs i rius tranquils de tota l'Àfrica subsahariana i Madagascar.